# Adonis nepalensis
Adonis nepalensis är en ranunkelväxtart som beskrevs av Simonovicz. Adonis nepalensis ingår i släktet adonisar, och familjen ranunkelväxter. Inga underarter finns listade i Catalogue of Life.